# Södra Huggården
Södra Huggården är ett skär i Åland (Finland). Det ligger i Skärgårdshavet och i kommunen Saltvik i landskapet Åland, i den sydvästra delen av landet. Ön ligger omkring 35 kilometer norr om Mariehamn och omkring 260 kilometer väster om Helsingfors.
Öns area är 4,2 hektar och dess största längd är 350 meter i nord-sydlig riktning. Närmaste större samhälle är Finström, 19,5 km sydväst om Södra Huggården. Norr om ön ligger Norra Huggården.